# Ревенко, Иоан-Кэлин
Иоан-Кэлин Ревенко (рум. Ioan-Călin Revenco; род. 26 июня 2000, Кишинёв) — молдавский футболист, защитник клуба «Татран» и национальной сборной Молдовы.

## Карьера

### Начало карьеры
Воспитанник футбольной академии молдавского клуба «Дачия-Буюкань». В 2017 году футболист на протяжении сезона несколько раз привлекался к матчам с основной командой клуба, однако на поле так и не вышел. В июле 2018 года футболист перешёл в юрмальский «Спартак». Дебютировал за клуб 2 августа 2018 года в квалификационном матче Лиги Европы УЕФА против сан-маринского клуба «Ла Фиорита», выйдя на замену на 51 минуте. Оданко больше за клуб футболист ни провёл ни матча. В феврале 2019 года футболист покинул латвийский клуб.

### «Дачия-Буюкань»
В 2019 году футболист вернулся в «Дачию-Буюкань», которая по итогу сезона вернулась в молдавский чемпионат. В следующем сезоне футболист стал готовиться с основной командой клуба, также получив капитанскую повязку. Дебютный матч за клуб футболист сыграл 5 июля 2020 года в матче против кишинёвского клуба «Зимбру». Первым результативным действием за клуб футболист отличился 25 июля 2020 года в матче против клуба «Кодру», отдав голевую передачу. Дебютный гол за клуб футболист забил 6 августа 2020 года в матче против клуба «Сфынтул Георге». На протяжении всего сезона футболист был в клубе одним из ключевых игроков, отличившись 3 забитыми голами и 3 результативными передачами. По итогу сезона футболист вместе с клубом завершили чемпионат на итоговом четвёртом месте.

### «Петрокуб»

#### Сезон 2021/22
В июне 2021 года футболист присоединился к молдавскому «Петрокубу». Дебютировал за клуб футболист 1 июля 2021 года в матче против клуба «Флорешты», выйдя на поле в стартовом составе. Затем футболист вместе с клубом отправился на квалификационные матчи Лиги конференций УЕФА. Первый матч в рамках еврокубкового турнира футболист сыграл 8 июля 2021 года против северомакедонского клуба «Силекс». По итогу второго квалификационного раунда Лиги конференций УЕФА футболист вместе с клубом по сумме матчей уступили турецкому «Сивасспору» и завершили еврокубковую компанию. Первым результативным действием за клуб футболист отличился 17 апреля 2022 года в матче против клуба «Милсами», отдав голевую передачу. На протяжении всего сезона футболист был одним из ключевых игроков клуба, отличившись 2 результативными передачами. По итогу сезона футболист вместе с клубом стал серебряным призёром чемпионата.

#### Сезон 2022/23
В июле 2022 года футболист вместе с клубом отправился на квалификационные матчи Лиги конференций УЕФА. Первый матч футболист сыграл 7 июля 2022 года против мальтийской «Флорианы». Первым результативным действием за клуб футболист отличился 28 июля 2022 года в матче второго квалификационного раунда Лиги конференций УЕФА против албанского клуба «Лачи», отдав голевую передачу. Первый матч в чемпионате футболист сыграл 31 июля 2022 года против клуба «Сфынтул Георге», выйдя на поле в стартовом составе. По итогу третьего квалификационного раунда Лиги конференций УЕФА футболист вместе с клубом по сумме матчей уступили венгерскому «Фехервару». Первым в сезоне забитым голом футболист отличился 14 мая 2023 года в матче против кишинёвского клуба «Зимбру». На протяжении сезона футболист оставался в клубе одним из ключевых игроков, отличившись забитым голом и 6 результативными передачами во всех турнирах. По итогу сезона футболист вместе с клубом стал серебряным призёром чемпионата.

#### Сезон 2023/24
Начало нового сезона летом 2023 года футболист пропустил из-за травмы, не отправившись с клубом на квалификационные матчи Лиги конференций УЕФА. Вернулся футболист в распоряжение клуба в августа 2023 года. Первый матч в сезоне футболист сыграл 19 августа 2023 года против клуба «Милсами», выйдя на замену на 61 минуте. Первым результативным действием за клуб в сезоне футболист отличился 23 сентября 2023 года в матче против клуба «Бэлць», отдав голевую передачу. Своим первым в сезоне забитым голом футболист отличился 3 декабря 2023 года в матче против селеметского клуба «Спартаний». На протяжении первой половины сезона футболист был в клубе одним из ключевых игроков, отличившись забитым голом и 6 результативными передачами во всех турнирах, дважды оформив дубль из голевых передач.

### «Пуща»
В декабре 2023 года футболист перешёл в польскую «Пущу» на правах свободного агента, подписав контракт до конца июня 2025 года с опцией продления. Дебютировал за клуб футболист 18 февраля 2024 года в матче против варшавской «Легии», выйдя на замену на 69 минуте. На протяжении сезона футболист выступал за клуб в роли одного из основных игроков, однако результативными действиями не отличился. Новый сезон футболист начинал также в роли одного из основных игроков. Вместе с клубом футболист вышел в полуфинал Кубка Польши, где 1 апреля 2025 года уступили щецинской «Погони», однако сам футболист остался на скамейке запасных. По итогу сезона футболист вместе с клубом завершил чемпионат на итоговом последнем месте. В июне 2025 года футболист покинул польский клуб по окончании срока действия контракта. 

### «Татран»
В июне 2025 года футболист на правах свободного агента присоединился к словацкому клубу «Татран». 

## Международная карьера
Начинал международную карьеру футболист в юношеских молдавских сборных. В сентябре 2016 года футболист получил вызов в юношескую сборную Молдовы до 17 лет для участия в квалификациях юношеского чемпионата Европы. Дебютировал за сборную 23 сентября 2016 года в матче против сборной России, выйдя на поле с капитанской повязкой. В январе 2017 года футболист выступал в составе юношескую сборную Молдовы до 18 лет.
В августе 2018 года футболист получил вызов в юношескую сборную Молдовы до 19 лет. Дебютировал за сборную 31 августа 2018 года в матче против сборной России. В ноябре 2018 года футболист вместе со сборной отправился на квалификационный матчи юношеского чемпионата Европы. Первый матч на турнире футболист сыграл 14 ноября 2018 года против сборной Англии.
В сентябре 2020 года футболист в составе молодёжной сборной Молдовы отправился на квалификационные матчи молодёжного чемпионата Европы. Дебютировал за сборную футболист 3 сентября 2020 года в матче против сборной Германии. Также футболист дважды выводил сборную на поле с капитанской повязкой в матчах против сборной Уэльса.
В сентябре 2021 года футболист получил вызов в национальную сборную Молдовы. Дебютировал за сборную футболист 12 ноября 2021 года в матче против сборной Шотландии, выйдя на поле в стартовом составе. В матче 24 марта 2022 года против сборной Казахстана футболист отличился дебютной результативной передачей. Дебютный гол за сборную футболист забил 22 сентября 2022 года в матче против сборной Латвии.